# Dover Publications
Dover Publications, còn gọi là Dover Books, là một nhà xuất bản sách của Mỹ được thành lập năm 1941 bởi Hayward Cirker và vợ của ông, Blanche. Nhà xuất bản Dover Publications chủ yếu xuất bản sách phát hành lại, và sách không còn được xuất bản bởi các nhà xuất bản ban đầu. Xuất bản dù không thường xuyên những cuốn sách thuộc phạm vi công cộng. Các ấn bản gốc ban đầu có thể khan hiếm hoặc có ý nghĩa lịch sử vì thế Dover tái bản lại những cuốn sách đó, rồi phân phối chúng ra thị trường với chi phí giảm đáng kể.